# Твоје очи
Твоје очи  је пети студијски албум певача Нина Решића, издат 1995. године за издавачку кућу Дискос на аудио-касети и CDу. Текстове песама су му написали Томислав Попсавин, Миланко Ћирковић, Зоран Челекетић, Ратко Паић и Војислава Радоњић.

## Списак песама
| №   | Назив                 | Трајање |  |
| 1.  | Твоје очи             |         |  |
| 2.  | Отрована грехом       |         |  |
| 3.  | Није мени             |         |  |
| 4.  | Иди морам да ти кажем |         |  |
| 5.  | За тебе               |         |  |
| 6.  | Касније ил' пре       |         |  |
| 7.  | Песма пријатељу       |         |  |
| 8.  | Љубав од мастила      |         |  |
| 9.  | Немирна си као чигра  |         |  |
| 10. | Штета што си милована |         |  |